# Blue Dog Coalition
La Blue Dog Coalition (en français : Coalition des chiens bleus) est un caucus américain de la Chambre des représentants des États-Unis, qui rassemble des représentants du Parti démocrate qui se considèrent comme « démocrates conservateurs » ou « modérés ».

## Histoire
La Blue Dog Coalition est fondée en 1994. Cette année-là, les démocrates perdent le contrôle de la Chambre des représentants et du Sénat, en pleine « révolution républicaine ». Les Blue Dogs estiment que cette défaite est due au virage à gauche du parti. Composée à l'origine de 23 membres, principalement élus du Sud des États-Unis, la coalition soutient le Contract with America (en) proposé par les républicains,.
Le nom du groupe aurait été inspiré par un tableau de l'artiste George Rodrigue (en) représentant un chien bleu et exposé dans le bureau du Blue Dog Billy Tauzin. D'autres sources indiquent que son nom évoque des propos du représentant Pete Geren (en), qui se sentait « étouffé à en devenir bleu » (en anglais : choked blue) par la gauche du parti. Tous s'accordent sur la référence à l'expression « Yellow Dog Democrat », qui signifiait qu'un électeur du Sud profond préférait voter pour un chien jaune que pour un candidat républicain,.
En 2005, le président du Comité national démocrate Howard Dean choisit d'étendre la campagne législative à des régions favorables aux républicains, en soutenant des démocrates conservateurs opposés à la ligne du parti sur des sujets comme les armes à feu ou l'avortement. Lors des élections de mi-mandat de 2006, la coalition apporte son soutien à 33 candidats démocrates à la Chambre des représentants et au Sénat dont Harold Ford dans le Tennessee et Bob Casey en Pennsylvanie[réf. nécessaire]. Nombre de ces démocrates, une fois élus, rejoignent la Blue Dog Coalition, qui permet au Parti démocrate de reprendre la Chambre des représentants. Le Comité national démocrate poursuit la même stratégie lors des élections de 2008. Durant le 111e congrès, la Chambre des représentants compte 54 Blue Dogs. Ils imposent alors de nombreuses modifications sur les principaux textes de la présidence de Barack Obama en échange de leur soutien (plan de relance de 2009, réforme de la santé, etc.) .
Lors des élections de mi-mandat de 2010, les Blue Dogs — issus de districts conservateurs — sont balayés par la vague républicaine, passant de 54 à 26 membres. Deux ans plus tard, six Blue Dogs ne se représentent pas tandis que de nombreux autres sont menacés par un redécoupage des circonscriptions favorable au républicains. Après les élections de 2014, la coalition ne rassemble plus que 15 représentants. Elle compte 24 à 27 membres après la victoire démocrate aux élections de mi-mandat de 2018,. Les Blue Dogs espèrent alors retrouver leur rôle charnière, la majorité démocrate étant de 18 sièges.
Les élections de 2020 réduisent le nombre de membres de la coalition à 19. Début 2023, peu après les élections de mi-mandat, 7 des 15 membres restants de la Blue Dog Coalition quittent le groupe, après un vote à bulletin secret refusant de renommer le groupe Common Sense Coalition (« coalition du bon sens »).

## Idéologie
À l'origine, la coalition comprend principalement des hommes blancs et conservateurs du Sud des États-Unis, opposés à l'avortement, aux droits LGBT et au contrôle des armes à feu,. Les Blue Dogs occupent souvent une position charnière entre les républicains et les autres démocrates lors des débats budgétaires. Souvent qualifiés de « Democrat In Name Only » par la gauche du parti, plusieurs Blue Dogs finiront par rejoindre le Parti républicain,.
Les Blue Dogs sont considérés comme plus conservateurs que les membres de la New Democrat Coalition, des démocrates modérés fiscalement conservateurs et libéraux sur les questions de société. Cependant, lors du 116e congrès, la majorité des Blue Dogs sont également membres de la New Democrat Coalition.
À la fin des années 2010, la coalition se diversifie aussi bien géographiquement que démographiquement. Si elle concentre toujours son message sur la « responsabilité fiscale » et la défense nationale, ses membres sont de plus en plus alignés avec le reste du parti sur les questions sociales (avortement, armes à feu, immigration, droits LGBT). En 2019, la nouvelle vice-présidente du groupe Stephanie Murphy rejette les appellations de « conservateurs » ou « modérés » au profit de « démocrates pragmatiques » .